# Crassula namaquensis
Crassula namaquensis är en fetbladsväxtart. Crassula namaquensis ingår i släktet krassulor, och familjen fetbladsväxter.

## Underarter
Arten delas in i följande underarter:
- C. n. comptonii
- C. n. lutea